# Mixomyrophis pusillipinna
Mixomyrophis pusillipinna – gatunek ryby z rodziny żmijakowatych (Ophichthyidae). Występuje w wodach zachodniego Oceanu Atlantyckiego.